# Joone
Joone est un réalisateur et producteur de films pornographiques américain. Il est le fondateur du studio Digital Playground dont il est demeuré le copropriétaire (avec Samantha Lewis) jusqu'à son rachat par Manwin, la compagnie de Fabian Thylmann en 2012.

## Biographie
Joone fonde le studio Digital Playground en 1993 pour produire des CD-ROM interactifs pour adultes.
Il est considéré comme un pionnier dans ce domaine, notamment grâce à la série de DVD Virtual Sex qui permet au spectateur de diriger une actrice à travers un choix de scènes explicites, accessible par un menu.
En tant que réalisateur, Joone a tourné Pirates et sa suite Pirates II: Stagnetti's Revenge, qui lui ont tous deux valu l'AVN Award du meilleur réalisateur.

## Distinctions
- 2006 : AVN Award Meilleur réalisateur - Vidéo (Best Director - Video) pour Pirates[4]
- 2009 : AVN Awards
  - Meilleur réalisateur - Film scénarisé (Best Director - Feature) pour Pirates II[5]
  - Meilleur scénario (Best Screenplay) pour Pirates II (avec Max Massimo)
  - Meilleure vidéographie (Best Videography) pour Pirates II (avec Oliver Henry)

## Filmographie sélective
- Pirates 2 : La Vengeance de Stagnetti (Pirates II: Stagnetti's Revenge)
- Pirates
- Island Fever 1, 2, 3 et 4
- Forbidden Tales
- Virtual Sex with Jesse Jane
- Virtual Sex with Tera Patrick
- Virtual Sex with Jenna Jameson
- Virtual Sex with Teagan Presley